# 竹山晋民
竹山 晋民（たけやま しんみん、本名は竹山 晋一郎＝たけやま しんいちろう、1900年 - 1969年）は、日本の鍼灸師・ジャーナリスト・政治家。

## 経歴
茨城県真壁郡出身。早稲田実業学校を経て1925年に慶應義塾大学経済学部を卒業、大阪時事新報に入社し社会部記者となる。病を得て一時危篤状態に陥った際に漢方医の治療で一命を取り留めたことから東洋医学に関心を持ち、駒井徳三の紹介で1938年に雑誌『東邦医学』編集部入り。1939年に弥生会（現経絡治療学会）の世話人となる。1941年に漢方医学復興の理論を出版し、1942年に鍼灸師資格を取得。戦後は1953年の第26回衆議院議員総選挙に日本共産党公認で茨城県第3区から出馬したものの落選した。1960年には下館市議会議員となり政治家として活動した。
「経絡否定論」には歴史的意義があるとして、我々は「経絡の本質」の問題を改めて真剣に取り組まねばならない」と提言している。
「経絡は、病と証の関係を人体の五臓六腑に関連させ臨床的に把握することが可能である。それは診断の指針となり、治療の点ともなるので、診断と治療は経絡によって統一されているということである。他方には十四経発揮を読んだこともない、経絡を臨床に駆使したこともないとの者がいるが、経絡無用論を唱えたところで、我々には通じない。現代医学の常識に合わない、または不明であるからと言う理由で排斥しても、一方的な独断に終わるだけだ」と説いている。

## 著書
- 東邦医学
- 漢方医学復興の理論